# PSPad
PSPad è un text editor ed editor di sorgenti freeware destinato ai programmatori. Pubblicato per la prima volta nel 2001, è sviluppato interamente dallo sviluppatore ceco Jan Fiala per Windows.
PSPad ha molte funzionalità indirizzate alla Programmazione come l'evidenziazione della sintassi ed un editor esadecimale, ed è concepito come un'interfaccia universale per sviluppare in molti linguaggi fra cui PHP, Perl, HTML e Java. Può operare in modalità progetto per gestire e salvare insiemi di file correlati. PSPad consente anche la gestione di testi codificati in UTF-8. Fra le altre funzionalità sono presenti autocompletamento (configurabile per i diversi linguaggi), un'interfaccia a schede (tab) per operare su più documenti, un client FTP integrato, funzioni di ricerca e sostituzione di testi anche tramite espressioni regolari, selettore colori, conversione di basi e convertitori di testi definibili dall'utente.
PSPad è disponibile in versione da installare o stand-alone. Oltre alla versione ufficiale vengono rese disponibili frequentemente versioni beta con nuove funzionalità, sebbene non siano indicate per l'uso quotidiano.